# Raquel Dodge
Raquel Elias Ferreira Dodge (Morrinhos, 26 de julho de 1961) é uma jurista brasileira. Integrante do Ministério Público Federal desde 1987, foi procuradora-geral da República de 2017 a 2019.
É bacharel em direito pela Universidade de Brasília e mestre em direito pela Universidade de Harvard. No Ministério Público, integrou a 3.ª Câmara de Coordenação e Revisão, que trata de assuntos relacionados ao consumidor e à ordem econômica, e o Conselho Superior do Ministério Público. Foi também Coordenadora da Câmara Criminal do Ministério Público Federal.

## Biografia
Nasceu em Morrinhos, Goiás, filha de Ivone Elias Cândido Ferreira e de José Rodrigues Ferreira, então advogado, pais de mais três filhos, outra mulher e dois homens. A família morava em frente ao Colégio Coronel Pedro Nunes, onde Raquel e seus irmãos iniciaram seus estudos, acompanhados pela tia materna, a professora Ivonete Elias Cândido.
Ainda durante a infância de Raquel, Rodrigues Ferreira foi aprovado em concurso público para juiz de direito e mudou-se com a família para Araguacema, atualmente no estado de Tocantins, depois para Formoso, Goiás, e, por fim, Brasília, na época em que entrou para o Ministério Público Federal. Já adolescente, Raquel começou a se preparar para também seguir carreira na área jurídica.
Graduada em direito pela Universidade de Brasília, entrou para o Ministério Público Federal como procuradora da República em 1987.
Em dezembro de 1992, casou-se com Bradley Dodge, cidadão americano residente no Brasil como professor da Escola das Nações, instituição de ensino para filhos de integrantes do corpo diplomático de Brasília. O encontro entre ambos aconteceu pois Raquel, que ansiava por cursar o mestrado na conceituada Universidade de Harvard, nos Estados Unidos, buscava um professor de língua inglesa. Ele lhe deu aulas com foco em termos jurídicos. Já casada e mãe de dois filhos, um casal, Dodge transferiu-se temporariamente para os Estados Unidos e obteve seu mestrado. Fernando e Sofia, seus filhos, atualmente residem nos Estados Unidos, onde são estudantes.

### Atuação no Ministério Público
Raquel Dodge teve atuações quase que temáticas no órgão. Em sua maioria, processos envolvendo a defesa dos direitos humanos, principalmente casos sobre trabalhadores em situação análoga à escravidão e violações aos direitos indígenas.
Dodge integrou a operação que investigou o esquadrão da morte comandado pelo ex-coronel e ex-deputado federal Hildebrando Pascoal, na década de 1990, no Acre.
Em 2009, convidada pelo então procurador-geral Roberto Gurgel, coordenou a força-tarefa da Operação Caixa de Pandora, da Polícia Federal, responsável por investigar um esquema de corrupção que tinha, entre seus integrantes, o então governador do Distrito Federal, José Roberto Arruda.
Foi coordenadora da Câmara Criminal do MPF, membro da 6ª Câmara, Procuradora Federal dos Direitos do Cidadão Adjunta. Atuou na equipe que redigiu o 1.º Plano Nacional para Erradicação do Trabalho Escravo no Brasil, e na 1.ª e 2.ª Comissão para adaptar o Código Penal Brasileiro ao Estatuto de Roma.
Integrou a 3.ª Câmara de Coordenação e Revisão, que trata de assuntos relacionados ao Consumidor e à Ordem Econômica. Foi membro do Conselho Superior do Ministério Público por três biênios consecutivos.

#### Procuradoria-geral da República

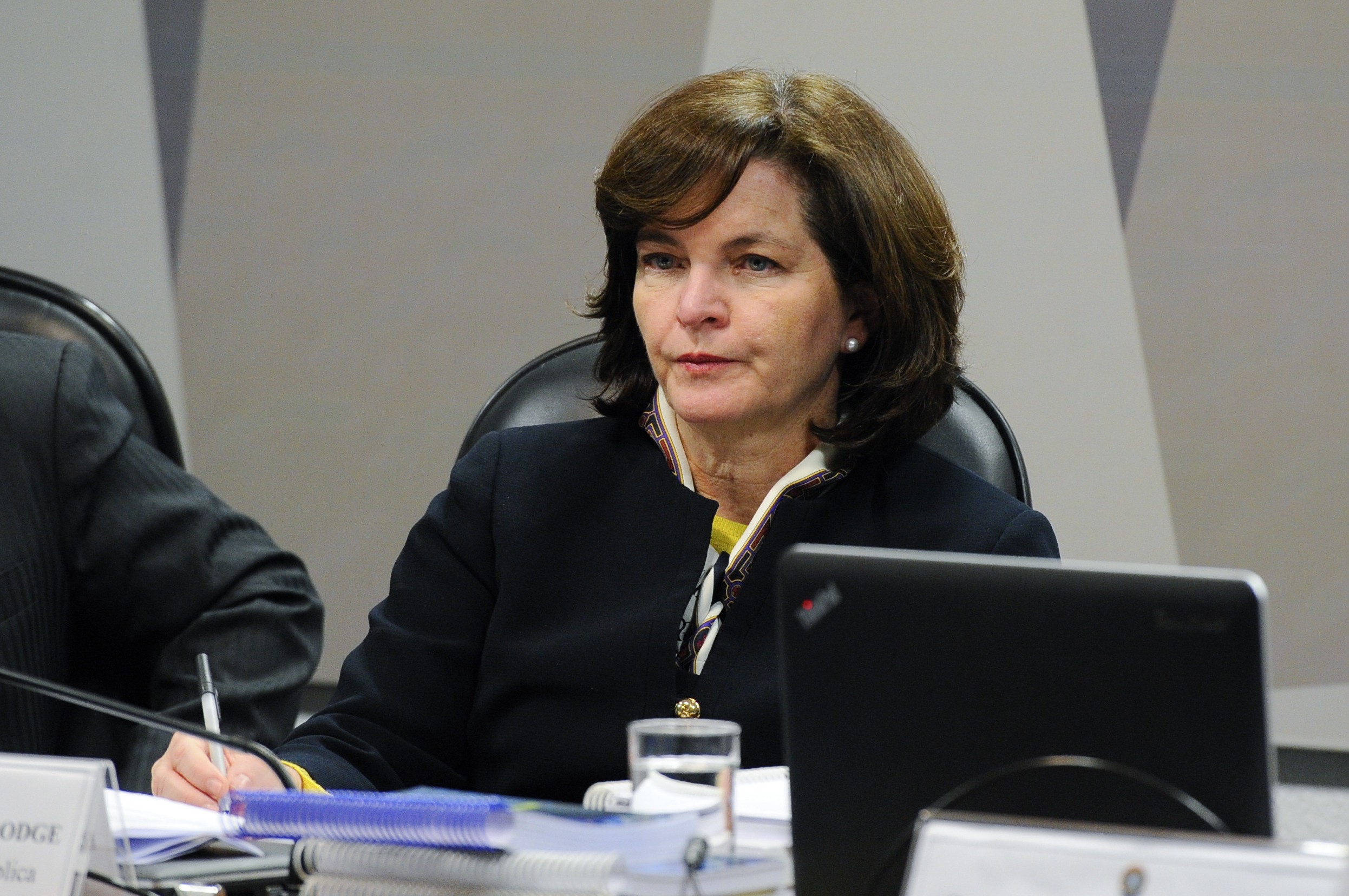
Raquel Dodge, indicada para o cargo de procuradora-geral da República, em sabatina pela Comissão de Constituição, Justiça e Cidadania do Senado Federal.

Em 28 de junho de 2017, foi escolhida pelo presidente Michel Temer (MDB) para substituir o então procurador-geral da República Rodrigo Janot a partir de lista tríplice, na qual figurava em segundo lugar, enviada pela Associação Nacional dos Procuradores da República à presidência da República, que não tem obrigação constitucional ou legal de nomear quaisquer um dos indicados. Em 12 de julho de 2017, sua indicação foi aprovada pelo Senado por 74 votos a favor e 1 contra. Foi nomeada oficialmente pelo presidente Temer no dia seguinte e tomou posse em 18 de setembro.
Em 16 de outubro de 2017, em sua primeira atuação na PGR, Dodge pediu ao Supremo Tribunal Federal (STF) autorização para que a Polícia Federal desse prosseguimento às investigações dos cinquenta e um milhões de reais encontrados em bunker de Geddel Vieira Lima. O pedido foi aceito pelo relator da Operação Lava Jato, Edson Fachin, que expediu mandados de busca e apreensão. O alvo da operação foi o irmão de Geddel, o deputado federal Lúcio Vieira Lima. A PF cumpriu os mandados no gabinete do deputado, na Câmara dos Deputados. Em setembro, por haver indícios do envolvimento do deputado, que tem foro privilegiado, as investigações foram remetidas ao STF.
Em março de 2018 pediu a prisão do ex-assessor de Michel Temer, José Yunes, do ex-ministro do Governo Dilma (PT), Wagner Rossi, do empresário Antonio Celso Grecco, e de outras pessoas na Operação Skala, autorizada pelo ministro do Supremo Luís Roberto Barroso como parte das investigações no inquérito que apura irregularidades no Decreto dos Portos. No mesmo mês reiterou denúncia contra Aécio Neves (PSDB) por corrupção e obstrução de justiça.
Em 30 de abril de 2018 denunciou o ex-presidente Luiz Inácio Lula da Silva por corrupção ativa e passiva e lavagem de dinheiro. Também foram denunciados a senadora Gleisi Hoffmann, o ex-ministros do governo Lula (PT), Paulo Bernardo e Antonio Palocci e o empresário Marcelo Odebrecht.
Em dezembro de 2018, Dodge foi agraciada com a Ordem do Mérito do Ministério da Justiça.

#### Acobertamento de investigações a Bolsonaro
Ainda no cargo de procuradora-geral da República, Raquel Dodge barrou por mais de 120 dias investigações sobre o então presidente Jair Bolsonaro (PSL), enquanto, concomitantemente, articulava reconduzir-se ao cargo por mais dois anos. No entanto, após seu nome ter perdido força para continuar como procuradora-geral da República, ela decidiu enviar os documentos de volta para a primeira instância. Sua assessoria afirmou que "Dodge só soube dos procedimentos dois dias antes de mandá-los de volta para a primeira instância".